# はにいいんざすかい
『はにいいんざすかい』はPCエンジンのシューティングゲーム。開発は三金堂、発売はフェイス。1989年3月1日発売。

## 概要
いわゆる縦スクロール型のシューティングゲーム。「ショット方向の変化」と「買い物」の2つのシステムが最大の特徴である。
前者はIIボタンを押すことにより、前後左右+斜めの計8方向にショットの向きを変えられるシステム。変える向きは右回りである。後者は、敵を倒すと得られる「れいりょく」でパワーアップアイテムを買うことができるというもの。買ったアイテムは自由に装備変更できる。また、アイテム以外にも1度行ったステージにワープすることもできる（こちらは無料）。これらはボス戦以外ならいつでも可能。
ゲームバランス的には、かなり「覚え」の要素が強い。敵を倒し損ねると辛い展開になる場所が多々あり、そうなるのを避けるためには敵の出現場所を覚え、ショット方向を適切に切り替える必要があるためである。
その他にも、前進後退によるスクロール速度の調整、ルート選択（正解は一本道）、隠し要素の「みことのり」などなど、かなり独特のゲーム性を持っているゲームである。

## ゲーム内容

### アイテム
消耗型の「いのちのみず」「まがたま」「みえずのあわ」以外は、1度手に入れれば無くなることはない。

#### ほのお
はにいを飛ばしている炎。「どう→ぎん→きん→ひかり」の順に移動速度が速くなる。
どうのほのお（初期装備）
ぎんのほのお
きんのほのお
ひかりのほのお

#### つるぎ
いわゆるショット。敵弾を消す効果があるものもある。
どうのつるぎ（初期装備）
前一方向への弾。威力は最弱。
いくのたち
前と後ろの2方向。威力はどうのつるぎと同じ。
神様がくれる際のセリフでは「いくたのたち」と誤植されている。
あまのたち
いくのたちの攻撃力増加バージョン。
やさかのたち
前方3WAY弾。弾の威力はどうのつるぎと同じ。
剣の部分に弾消し効果がある。
さじふつのつるぎ
射程が短いが、攻撃判定が出っぱなしになる。
出している部分には弾消し効果がある。
くぶつちのつるぎ
やさかのたちの威力増加バージョン。威力はあまのたちと同じ。
かむどのつるぎ
前方3WAY＋後方1WAY。弾の威力は最強。
前方の剣にのみ弾消し効果あり。
くさなぎのつるぎ
前方5WAY。弾の威力は最強。
他より広めの弾消し効果がある。

#### よろい
みえずのよろい（初期装備）
文字通り見えないよろい。
さかきのよろい
ダメージを半分に抑えてくれる。
やたのよろい
ダメージを4分の1にまで減らしてくれる。

#### そのほか
れんしゃ
オート連射機能。だが連射パッドよりかなり遅い。ON/OFF可。
いのちのみず
はにいの体力を回復する(1個で1目盛り)。
7個までストックできる。
みえずのあわ
一定時間無敵になる。
ON/OFF可能。ステージを持ち越すと使用時間はリセットされる。
7個までストックできる。
まがたま
画面内の敵を自動的に攻撃。一定量のダメージを与えると消滅。
ON/OFF可能。ステージを持ち越すと使用時間はリセットされる。
7個までストックできる。
やみのくすり
非売品。画面がモノクロになる。
きこえずのすず
非売品。BGMが消える（そのステージのみ）。
ひかりのくさ
非売品。7面の敵の一部が弱体化する。
もどりのつぼ
非売品。1面に戻されてしまう。

## 設定

### ストーリー
日本という国は、イザナギとイザナミの神によって創造され、平和な日々が続いていた。しかしある日のこと、暗雲が垂れ込め、雷鳴が響くとともに封印されていた邪悪な神々が復活してしまう。イザナギの神ははにわ軍を率いて邪悪な神々と戦うも戦闘は長引き、多くの人命が奪われる事態となった。そこで、イザナギの神は邪悪の神々と話し合い、邪悪の神々が地底へと戻るのであればイザナギの神たちも天界へ戻るという条件で合意し、それぞれ地上から身を引く事となった。
しかし、天界へと戻ったイザナミの神は豹変し、天災を引き起こしては人命を奪っていた。ある日イザナギの神は鏡に写ったイザナミの姿が邪鬼となっているのを発見した。イザナギの神はハニーに対し、イザナミの心の中に侵入し、邪悪なものを退治するよう命じた。

### ステージ構成
| 番号      | ステージ名   | ボス       |
| --------- | ------------ | ---------- |
| ステージ1 | がかい       | おもいかね |
| ステージ2 | ぜんいのあな | おおなむじ |
| ステージ3 | ぜんむかい   | たじからお |
| ステージ4 | こうむかい   | うずめ     |
| ステージ5 | むのあな     | すさのお   |
| ステージ6 | しゅうむかい | つくよみ   |
| ステージ7 | えすのあな   | あまてらす |
| ステージ8 | すかい       | ひるこ     |

## 音楽
サウンドトラック
- 『はにい2-Sky&Road』（ポリドール　1990年11月1日）

本作と続編の『はにいおんざろおど』とのカップリングのサントラで発売。
- 『はにい いんざ すかい サウンドトラック』（SweepRecord 2009年1月14日）

本作の発売より20年の時を経て制作発売されたサウンドトラック。制作はスーパースウィープが担当。オリジナルのBGM全15曲と、アレンジ版やボーカル曲など10曲を収録。

## スタッフ
- サイキック・プログラマー：こうもりだんしゃく
- メタボリック・プログラマー：ぱんくながさわ（ながさわみきや）
- プア・デザイン：2CVくまくら（熊倉賢一）
- ミュージック・オブ・ヘブン：まつだいらあこ（岩永敦子）
- サウンド・オブ・ヘル：まにぴーかわさき
- パッケージ・デザイン：ばばあつし、おのでらこうじ
- タイトル・ロゴ：MADISON AVENUE
- ドキュメンタリー・ディレクション：MEDIA PLUS
- スペシャル・サンクス：HIGHTONE NAKAMURA（中村伸武）、ほったけんいち、CHARADE、MARUYAMAN（まるやまのぼる）、CHOEN、MASTER NAHITO、GOTTSU、AMU
- パーフェクト・プロパガンダ：SAX OHNO
- プランニング：2CVくまくら
- プロデュース：三金堂

## 評価
ゲーム誌『ファミコン通信」』の「クロスレビュー」では、7・8・8・7の合計30点（満40点）でシルバー殿堂を獲得、『マル勝PCエンジン』では5・6・5・9の合計25点（満40点）、『PC Engine FAN』の読者投票による「ゲーム通信簿」での評価は以下の通りとなっており、21.98点（満30点）となっている。また、この得点はPCエンジン全ソフトの中で163位（485本中、1993年時点）となっている。同雑誌1993年10月号特別付録の「PCエンジンオールカタログ'93」では「自機がハニワという、奇妙なシューティングゲーム。最大の特徴は、360度全方向に攻撃が可能なことだ。敵を倒すと得られる霊力と交換することでパワーアップができる。ハニワに倒されていく敵がなんとも哀れだ」と紹介されている。
| 項目 | キャラクタ | 音楽 | 操作性 | 熱中度 | お買得度 | オリジナリティ | 総合  |
| 得点 | 4.19       | 3.55 | 3.45   | 3.57   | 3.26     | 3.96           | 21.98 |